# Azerbajdzsán címere

Azerbajdzsán címere

Azerbajdzsán címere egy nemzeti színű korong, közepén egy vörös lángnyelvekkel díszített fehér csillaggal. A korong alatt zöld tölgyfaág és aranyszínű búzakalász van.